# Grand Prix automobile du Mexique 2016
GP précédent GP suivant
Le Grand Prix automobile du Mexique 2016 (Formula 1 Gran Premio de México 2016), disputé le 30 octobre 2016 sur l'Autódromo Hermanos Rodríguez de Mexico, est la 954e épreuve du championnat du monde de Formule 1 courue depuis 1950. Il s'agit de la dix-septième édition du Grand Prix du Mexique comptant pour le championnat du monde de Formule 1 courue sur le même circuit et de la dix-neuvième manche du championnat 2016.
L'Autódromo Hermanos Rodríguez a accueilli le Grand Prix du Mexique de Formule 1 de 1963 à 1970 puis de 1986 à 1992. Il revient au calendrier en 2015 vingt-trois ans après la dernière édition, sur un circuit réaménagé et mis aux normes sous la houlette de l'architecte Hermann Tilke.
Contraint de gagner cette course s'il veut garder une chance de conserver sa couronne mondiale, Lewis Hamilton commence par réaliser la pole position, en se mettant hors de portée de ses rivaux dès sa première tentative dans la troisième phase des qualifications ; c'est son dixième départ en tête de la saison, le cinquante-neuvième de sa carrière. D'abord devancé par les deux Red Bull, Nico Rosberg parvient, dans un dernier effort, à se hisser en première ligne, aux côtés de son coéquipier. Auteur du troisième temps, Max Verstappen devance son coéquipier Daniel Ricciardo sur la deuxième ligne alors que Nico Hülkenberg, auteur du cinquième temps avec sa Force India, devance les Ferrari et occupe la troisième ligne avec Kimi Räikkönen, Sebastian Vettel partageant la quatrième ligne avec Valtteri Bottas. 
Malgré une chaude alerte au premier virage quand Lewis Hamilton rate son freinage et doit couper à travers le gazon tandis que Nico Rosberg est poussé hors de la piste par Max Verstappen, les Mercedes réalisent un nouveau doublé au bout des 71 tours de course et obtiennent une dix-septième victoire en 2016, ce qui constitue un nouveau record. Passé ce premier tour mouvementé qui occasionne également la sortie de la voiture de sécurité après un accrochage qui provoque l'abandon de Pascal Wehrlein, Hamilton s'envole vers la cinquante-et-unième victoire de sa carrière sans être inquiété. Son huitième succès de la saison lui permet de reprendre sept points à son coéquipier dans sa lutte pour le titre. Le Britannique rejoint Alain Prost au deuxième rang du Palmarès des vainqueurs de Grand Prix. Nico Rosberg doit dans un premier temps repousser les attaques de Max Verstappen, mais ne rencontre pas par la suite le moindre problème pour aller compléter le trente-quatrième doublé des Flèches d'Argent. Derrière les Mercedes, la bataille pour la troisième place fait rage entre Sebastian Vettel et les deux Red Bull. Troisième sous le drapeau à damiers, Verstappen est pénalisé de cinq secondes pour avoir coupé un virage et en avoir tiré un avantage face à Vettel. Si ce dernier monte sur le podium devant la foule mexicaine, il perd sa place sur tapis vert après avoir écopé ensuite d'une pénalité de dix secondes pour avoir changé de ligne au freinage dans son duel avec Daniel Ricciardo. Au milieu de ces péripéties, Vettel insulte le directeur de course Charlie Whiting à la radio : « Va te faire foutre ! ».  Ainsi, Ricciardo est finalement troisième devant Verstappen et Vettel. Loin de ces débats houleux, Kimi Räikkönen termine sixième à 49 secondes du vainqueur et précède Nico Hülkenberg et Valtteri Bottas. Felipe Massa et Sergio Pérez qui ont passé toute la course roue dans roue, franchissent de la même manière la ligne d'arrivée pour prendre les derniers points en jeu. 
Rosberg, avec 349 points, garde une avance de dix-neuf points sur Hamilton (330 points). Une victoire au Brésil quel que soit le résultat de son coéquipier permettrait à l'Allemand de remporter son premier titre mondial. Ricciardo est quasiment assuré de la troisième place avec 239 points et 47 points d'avance sur Vettel (192 points) ; suivent Räikkönen (178 points) et Verstappen (175 points) qui devancent Pérez et Bottas (85 points), Hülkenberg (60 points) et Alonso (52 points). Déjà champion, Mercedes porte son total à 679 points, tandis que Red Bull Racing (422 points) augmente encore son avance sur la Scuderia Ferrari, troisième avec 370 points ; suivent Force India (145 points), Williams (136 points), McLaren (74 points), Scuderia Toro Rosso (55 points), Haas (29 points), Renault (8 points) et Manor (1 point).

## Contexte avant le Grand Prix
Titré pour la troisième fois consécutive chez les constructeurs depuis le Grand Prix du Japon, Mercedes Grand Prix attend maintenant de savoir lequel de ses deux pilotes enlèvera la couronne 2016. Avec une avance de vingt-six points sur Lewis Hamilton, et dans la mesure où il ne reste ensuite que deux Grands Prix à disputer, Nico Rosberg peut gagner son premier titre s'il l'emporte au Mexique tandis que son coéquipier ne se classe pas mieux que dixième. Hamilton doit obligatoirement gagner cette course et les deux suivantes pour garder une chance de conserver sa couronne, sans toutefois rester maitre de son destin, dans la mesure où deux deuxièmes places et une troisième suffisent à Rosberg pour devenir champion du monde.

## Pneus disponibles
| Pneus pour piste sèche | Pneus pour piste sèche | Pneus pour piste sèche | Pneus pluie    | Pneus pluie |
| ---------------------- | ---------------------- | ---------------------- | -------------- | ----------- |
| Super tendres          | Tendres                | Medium                 | Intermédiaires | Pluie       |

## Essais libres

### Première séance, le vendredi de 10 h à 11 h 30
| Pos. | Pilote           | Voiture              | Chrono         | Écart     |
| ---- | ---------------- | -------------------- | -------------- | --------- |
| 1    | Lewis Hamilton   | Mercedes             | 1 min 20 s 914 |           |
| 2    | Sebastian Vettel | Ferrari              | 1 min 20 s 993 | + 0 s 079 |
| 3    | Kimi Räikkönen   | Ferrari              | 1 min 21 s 072 | + 0 s 158 |
| 4    | Sergio Pérez     | Force India-Mercedes | 1 min 21 s 200 | + 0 s 286 |
| 5    | Nico Hülkenberg  | Force India-Mercedes | 1 min 21 s 409 | + 0 s 495 |
| 6    | Valtteri Bottas  | Williams-Mercedes    | 1 min 21 s 447 | + 0 s 533 |

### Deuxième séance, le vendredi de 14 h à 15 h 30
| Pos. | Pilote           | Voiture              | Chrono         | Écart     |
| ---- | ---------------- | -------------------- | -------------- | --------- |
| 1    | Sebastian Vettel | Ferrari              | 1 min 19 s 790 |           |
| 2    | Lewis Hamilton   | Mercedes             | 1 min 19 s 794 | + 0 s 004 |
| 3    | Nico Rosberg     | Mercedes             | 1 min 20 s 225 | + 0 s 435 |
| 4    | Kimi Räikkönen   | Ferrari              | 1 min 20 s 259 | + 0 s 469 |
| 5    | Daniel Ricciardo | Red Bull-TAG Heuer   | 1 min 20 s 448 | + 0 s 658 |
| 6    | Nico Hülkenberg  | Force India-Mercedes | 1 min 20 s 574 | + 0 s 784 |

### Troisième séance, le samedi de 10 h à 11 h
| Pos. | Pilote           | Voiture            | Chrono          | Écart     |
| ---- | ---------------- | ------------------ | --------------- | --------- |
| 1    | Max Verstappen   | Red Bull-TAG Heuer | 1 min 19 s 137  |           |
| 2    | Lewis Hamilton   | Mercedes           | 1 min 19 s 231  | + 0 s 094 |
| 3    | Daniel Ricciardo | Red Bull-TAG Heuer | 1 min 19 s 370  | + 0 s 233 |
| 4    | Nico Rosberg     | Mercedes           | 1 min 19 s 3618 | + 0 s 481 |
| 5    | Valtteri Bottas  | Williams-Mercedes  | 1 min 19 s 811  | + 0 s 674 |
| 6    | Sebastian Vettel | Ferrari            | 1 min 19 s 937  | + 0 s 800 |

## Séance de qualifications

### Résultats des qualifications
| Pos.                                                                                      | Pilote            | Écurie               | Qualifications 1 | Qualifications 2 | Qualifications 3 |
| ----------------------------------------------------------------------------------------- | ----------------- | -------------------- | ---------------- | ---------------- | ---------------- |
| 1                                                                                         | Lewis Hamilton    | Mercedes             | 1 min 19 s 447   | 1 min 19 s 137   | 1 min 18 s 704   |
| 2                                                                                         | Nico Rosberg      | Mercedes             | 1 min 19 s 996   | 1 min 19 s 761   | 1 min 18 s 958   |
| 3                                                                                         | Max Verstappen    | Red Bull-TAG Heuer   | 1 min 19 s 874   | 1 min 18 s 972   | 1 min 19 s 054   |
| 4                                                                                         | Daniel Ricciardo  | Red Bull-TAG Heuer   | 1 min 19 s 713   | 1 min 19 s 553   | 1 min 19 s 133   |
| 5                                                                                         | Nico Hülkenberg   | Force India-Mercedes | 1 min 20 s 599   | 1 min 19 s 769   | 1 min 19 s 330   |
| 6                                                                                         | Kimi Räikkönen    | Ferrari              | 1 min 19 s 554   | 1 min 19 s 936   | 1 min 19 s 376   |
| 7                                                                                         | Sebastian Vettel  | Ferrari              | 1 min 19 s 865   | 1 min 19 s 385   | 1 min 19 s 381   |
| 8                                                                                         | Valtteri Bottas   | Williams-Mercedes    | 1 min 20 s 338   | 1 min 19 s 958   | 1 min 19 s 551   |
| 9                                                                                         | Felipe Massa      | Williams-Mercedes    | 1 min 20 s 423   | 1 min 20 s 151   | 1 min 20 s 032   |
| 10                                                                                        | Carlos Sainz Jr.  | Toro Rosso-Ferrari   | 1 min 20 s 457   | 1 min 20 s 169   | 1 min 20 s 378   |
| 11                                                                                        | Fernando Alonso   | McLaren-Honda        | 1 min 20 s 552   | 1 min 20 s 282   |                  |
| 12                                                                                        | Sergio Pérez      | Force India-Mercedes | 1 min 20 s 308   | 1 min 20 s 287   |                  |
| 13                                                                                        | Jenson Button     | McLaren-Honda        | 1 min 21 s 333   | 1 min 20 s 673   |                  |
| 14                                                                                        | Kevin Magnussen   | Renault              | 1 min 21 s 254   | 1 min 21 s 131   |                  |
| 15                                                                                        | Marcus Ericsson   | Sauber-Ferrari       | 1 min 21 s 062   | 1 min 21 s 536   |                  |
| 16                                                                                        | Pascal Wehrlein   | Manor-Mercedes       | 1 min 21 s 363   | 1 min 22 s 046   |                  |
| 17                                                                                        | Esteban Gutiérrez | Haas-Ferrari         | 1 min 21 s 401   |                  |                  |
| 18                                                                                        | Daniil Kvyat      | Toro Rosso-Ferrari   | 1 min 21 s 454   |                  |                  |
| 19                                                                                        | Felipe Nasr       | Sauber-Ferrari       | 1 min 21 s 692   |                  |                  |
| 20                                                                                        | Esteban Ocon      | Manor-Mercedes       | 1 min 21 s 881   |                  |                  |
| 21                                                                                        | Romain Grosjean   | Haas-Ferrari         | 1 min 21 s 916   |                  |                  |
| Temps minimal à réaliser pour la qualification : 1 min 25 s 008 (107 % de 1 min 19 s 447) |                   |                      |                  |                  |                  |
| Nq.                                                                                       | Jolyon Palmer     | Renault              | Pas de temps     |                  |                  |

### Grille de départ du Grand Prix
- Initialement non-qualifié car n'ayant pas pu participer à la session qualificative à cause d'une casse de son châssis, découverte après la troisième séance d'essais libres où il a réalisé le quatorzième temps, Jolyon Palmer est repêché par les commissaires de course et autorisé à prendre le départ[6].
- Initialement qualifié vingt-et-unième, Romain Grosjean part de la voie des stands, à la suite d'une modification de sa voiture sous le régime du parc fermé.

## Course

### Classement de la course
| Pos. | no | Pilote            | Écurie               | Tours | Temps/Abandon                      | Grille  | Points |
| ---- | -- | ----------------- | -------------------- | ----- | ---------------------------------- | ------- | ------ |
| 1    | 44 | Lewis Hamilton    | Mercedes             | 71    | 1 h 40 min 21 s 402 (182,259 km/h) | 1       | 25     |
| 2    | 6  | Nico Rosberg      | Mercedes             | 71    | + 8 s 354                          | 2       | 18     |
| 3    | 3  | Daniel Ricciardo  | Red Bull-TAG Heuer   | 71    | + 20 s 858                         | 4       | 15     |
| 4    | 33 | Max Verstappen    | Red Bull-TAG Heuer   | 71    | + 21 s 323 (dont 5 s de pénalité)  | 3       | 12     |
| 5    | 5  | Sebastian Vettel  | Ferrari              | 71    | + 27 s 313 (dont 10 s de pénalité) | 7       | 10     |
| 6    | 7  | Kimi Räikkönen    | Ferrari              | 71    | + 49 s 376                         | 6       | 8      |
| 7    | 27 | Nico Hülkenberg   | Force India-Mercedes | 71    | + 58 s 891                         | 5       | 6      |
| 8    | 77 | Valtteri Bottas   | Williams-Mercedes    | 71    | + 1 min 05 s 612                   | 8       | 4      |
| 9    | 19 | Felipe Massa      | Williams-Mercedes    | 71    | + 1 min 16 s 206                   | 9       | 2      |
| 10   | 11 | Sergio Pérez      | Force India-Mercedes | 71    | + 1 min 16 s 798                   | 12      | 1      |
| 11   | 9  | Marcus Ericsson   | Sauber-Ferrari       | 70    | + 1 tour                           | 15      |        |
| 12   | 22 | Jenson Button     | McLaren-Honda        | 70    | + 1 tour                           | 13      |        |
| 13   | 14 | Fernando Alonso   | McLaren-Honda        | 70    | + 1 tour                           | 11      |        |
| 14   | 30 | Jolyon Palmer     | Renault              | 70    | + 1 tour                           | 21      |        |
| 15   | 12 | Felipe Nasr       | Sauber-Ferrari       | 70    | + 1 tour                           | 19      |        |
| 16   | 55 | Carlos Sainz Jr.  | Toro Rosso-Ferrari   | 70    | + 1 tour (dont 5 s de pénalité)    | 10      |        |
| 17   | 20 | Kevin Magnussen   | Renault              | 70    | + 1 tour                           | 14      |        |
| 18   | 26 | Daniil Kvyat      | Toro Rosso-Ferrari   | 70    | + 1 tour (dont 5 s de pénalité)    | 18      |        |
| 19   | 21 | Esteban Gutiérrez | Haas-Ferrari         | 70    | + 1 tour                           | 17      |        |
| 20   | 8  | Romain Grosjean   | Haas-Ferrari         | 70    | + 1 tour                           | pitlane |        |
| 21   | 31 | Esteban Ocon      | Manor-Mercedes       | 69    | + 2 tours                          | 20      |        |
| Abd. | 94 | Pascal Wehrlein   | Manor-Mercedes       | 0     | accrochage                         | 16      |        |

- Max Verstappen est pénalisé de 5 secondes pour avoir coupé un virage et en avoir tiré un avantage face à Sebastian Vettel[8].
- Daniil Kvyat est pénalisé de 5 secondes pour avoir dépassé Romain Grosjean hors des limites de la piste[9].
- Carlos Sainz Jr. est pénalisé de 5 secondes pour avoir gêné Fernando Alonso dans le premier tour[10].
- Sebastian Vettel est pénalisé de 10 secondes pour avoir changé de trajectoire lors d'un freinage aux dépens de Daniel Ricciardo[11].

### Pole position et record du tour
- Pole position :  Lewis Hamilton (Mercedes) en 1 min 18 s 704 (196,869 km/h)[12].
- Meilleur tour en course :  Daniel Ricciardo (Red Bull-TAG Heuer) en 1 min 21 s 134 (190,973 km/h au cinquante-troisième tour)[13].

### Tours en tête
- Lewis Hamilton : 56 tours  (1-17 / 33-71)[14]
- Nico Rosberg : 3 tours (18-20)
- Sebastian Vettel : 12 tours (21-32)

## Classements généraux à l'issue de la course
| Pos. | Pilote            | Écurie               | Points |
| ---- | ----------------- | -------------------- | ------ |
| 1er  | Nico Rosberg      | Mercedes             | 349    |
| 2    | Lewis Hamilton    | Mercedes             | 330    |
| 3    | Daniel Ricciardo  | Red Bull-TAG Heuer   | 242    |
| 4    | Sebastian Vettel  | Ferrari              | 187    |
| 5    | Kimi Räikkönen    | Ferrari              | 178    |
| 6    | Max Verstappen    | Red Bull-TAG Heuer   | 177    |
| 7    | Sergio Pérez      | Force India-Mercedes | 85     |
| 8    | Valtteri Bottas   | Williams-Mercedes    | 85     |
| 9    | Nico Hülkenberg   | Force India-Mercedes | 60     |
| 10   | Fernando Alonso   | McLaren-Honda        | 52     |
| 11   | Felipe Massa      | Williams-Mercedes    | 51     |
| 12   | Carlos Sainz Jr.  | Toro Rosso-Ferrari   | 38     |
| 13   | Romain Grosjean   | Haas-Ferrari         | 29     |
| 14   | Daniil Kvyat      | Toro Rosso-Ferrari   | 25     |
| 15   | Jenson Button     | McLaren-Honda        | 21     |
| 16   | Kevin Magnussen   | Renault              | 7      |
| 17   | Jolyon Palmer     | Renault              | 1      |
| 18   | Pascal Wehrlein   | Manor-Mercedes       | 1      |
| 19   | Stoffel Vandoorne | McLaren-Honda        | 1      |

| Pos.     | Écurie               | Points |
| -------- | -------------------- | ------ |
| Champion | Mercedes             | 679    |
| 2        | Red Bull-TAG Heuer   | 427    |
| 3        | Ferrari              | 365    |
| 4        | Force India-Mercedes | 145    |
| 5        | Williams-Mercedes    | 136    |
| 6        | McLaren-Honda        | 74     |
| 7        | Toro Rosso-Ferrari   | 55     |
| 8        | Haas-Ferrari         | 29     |
| 9        | Renault              | 8      |
| 10       | Manor-Mercedes       | 1      |

## Statistiques
Le Grand Prix du Mexique 2016 représente :
- la 59e pole position de Lewis Hamilton[17] ;
- la 51e victoire de Lewis Hamilton qui rejoint Alain Prost au second rang du palmarès des vainqueurs de Grands Prix après 186 départs (199 pour Prost)[18],[19] ;
- la 62e victoire de Mercedes en tant que constructeur[20] ;
- la 148e victoire de Mercedes en tant que motoriste[21] ;
- le 34e doublé de Mercedes en tant que constructeur[22] ;
- la 17e victoire de la saison pour Mercedes qui établit un nouveau record[23] ;
- le 250e départ en Grand Prix de Kimi Räikkönen[24].

Au cours de ce Grand Prix :
- Avec la victoire de Lewis Hamilton, la Mercedes AMG F1 W07 Hybrid devient la monoplace la plus victorieuse en championnat du monde avec 17 succès ; elle devance la McLaren M23, victorieuse à 16 reprises entre 1973 et 1976 et ses devancières Mercedes AMG F1 W06 Hybrid (16 victoires en 2015) et Mercedes AMG F1 W05 (16 victoires en 2015)[25],[26].
- Daniel Ricciardo passe la barre des 600 points inscrits en Formule 1 (602 points)[27] ;
- Sebastian Vettel est élu « Pilote du jour » lors d'un vote organisé sur le site officiel de la Formule 1[28] ;
- Danny Sullivan (15 Grands Prix chez Tyrrell Racing en 1983 (2 points), second de la Race of champions 1983, vainqueur des 500 miles d'Indianapolis 1985 et champion CART 1988) est nommé, par la FIA, assistant pour ce Grand Prix pour aider dans leurs jugements le groupe des commissaires de course[29].